# Gorges (Somme)
Gorges è un comune francese di 44 abitanti situato nel dipartimento della Somme nella regione dell'Alta Francia.

## Società

### Evoluzione demografica
Abitanti censiti